# Scaevola sericophylla
Scaevola sericophylla är en tvåhjärtbladig växtart som beskrevs av Ferdinand von Mueller och George Bentham. Scaevola sericophylla ingår i släktet Scaevola och familjen Goodeniaceae. Inga underarter finns listade i Catalogue of Life.